# Cộng hòa Subalpine
Cộng hòa Subalpine (Tiếng Ý: Repubblica Subalpina) là một nước cộng hòa tồn tại trong khoảng thời gian từ năm 1800 đến năm 1802 trên lãnh thổ Piedmont trong thời kỳ cai trị quân sự của Napoléon Bonaparte ở Đệ Nhất Cộng hòa Pháp. Nó là quốc gia phụ thuộc của Pháp, lãnh thổ tương đồng với Công quốc Savoy, phần lục địa của Vương quốc Sardegna. Đến tháng 09/1802, Cộng hòa Subalpine chấm dứt tồn tại sau khi lãnh thổ của nó bị chia cắt bởi Đệ Nhất Cộng hòa Pháp và Cộng hoà Ý. 